# Бесашвили, Степан Иванович
Степан Иванович Бесашвили (1905 год, Сигнахский уезд, Тифлисская губерния, Российская империя — дата смерти неизвестна, Лагодехский район, Грузинская ССР) — бригадир колхоза имени Тельмана Лагодехского района, Грузинская ССР. Герой Социалистического Труда (1949).

## Биография
Родился в 1905 году в крестьянской семье в одном из сельских населённых пунктов Сигнахского уезда (сегодня — Лагодехский муниципалитет). Окончил местную сельскую школу. Трудился в частном сельском хозяйстве. После начала коллективизации работал рядовым колхозником в колхозе имени Тельмана Лагодехского района, председателем которого был Георгий Виссарионович Натрошвили. В послевоенные годы был назначен бригадиром табаководческой бригады.
В 1948 году бригада под его руководством собрала в среднем с каждого гектара по 34 центнеров сортового листа табака «Трапезонд» на участке площадью 6 гектаров. Указом Президиума Верховного Совета СССР от 3 мая 1949 года удостоен звания Героя Социалистического Труда за «получение высоких урожаев кукурузы и табака в 1948 году» с вручением ордена Ленина и золотой медали «Серп и Молот».
Этим же Указом звание Героя Социалистического Труда получили также труженики колхоза, звеньевые его бригады Мариам Сергеевна Гошадзе, Иосиф Иванович Кадагишвили и Антонина Васильевна Ломидзе.
За выдающиеся трудовые результаты по итогам 1949 года был награждён вторым Орденом Ленина.
В 1968 году вышел на пенсию. Персональный пенсионер союзного значения. Проживал в Лагодехском районе. Дата смерти не установлена.
Награды
- Герой Социалистического Труда
- Орден Ленина — дважды (1949; 03.07.1950)